# Autorytet
Autorytet (łac. auctoritas – powaga, znaczenie, autorytet, prestiż, upoważnienie, moc prawna, władza) – pojęcie mające kilka odmiennych, choć nakładających się często znaczeń.
1. Społeczne uznanie, prestiż osób lub instytucji z uwagi na posiadane kompetencje, władzę[2].
2. Osoba lub instytucja ciesząca się uznaniem, mająca kredyt zaufania co do profesjonalizmu, prawdomówności i bezstronności, w ocenie jakiegoś zjawiska lub wydarzenia.
3. W kontaktach międzyludzkich osoba mająca cechy przywódcze, z wysoką inteligencją emocjonalną lub charyzmą.
4. W teorii socjologicznej jeden z typów idealnych legitymizacji władzy. Zinternalizowane przeświadczenie o świętości i nadrzędności przywódcy. Por. władza charyzmatyczna.
Najczęściej autorytet postrzegany jest jako czynnik stabilizujący więzi społeczne i ma wydźwięk pozytywny. Istnieje jednak niebezpieczeństwo, iż nadmierne zaufanie do autorytetów grozi skostnieniem poglądów a czasem nawet ich zwyrodnieniem. Brak autorytetów w danej społeczności grozi jej rozpadem lub anarchią. Istnienie w społeczności jednego, dominującego autorytetu, grozi jej faszyzacją. Zbyt wielka ich liczba zagraża atomizacją.
5. W psychologii osoba, której jesteśmy skłonni ulegać, podporządkowywać się i wykonywać jej polecenia (zobacz: wpływ autorytetu).

## Autorytet w pedagogice
W refleksji edukacyjnej przyjęło się rozumienie autorytetu jako wzoru czy swoistych przymiotów i kompetencji wychowawców, zwiększających ich możliwości oddziaływania na wychowanków, przekazywania im wiedzy, postaw, wartości i formowania określonych umiejętności. Autorytet pedagogiczny staje się koniecznym warunkiem właściwego przebiegu procesu edukacji. Wyróżnia się następujące jego rodzaje:
- 1. Autorytet oparty na doświadczeniu życiowym wychowawcy, czyli na jego wiedzy, wykształceniu, zdolnościach i mądrości;
- 2. Autorytet desygnowany, odnoszący się do pozycji społecznej wychowawcy, wynikający z uznania dla jego stanowiska bądź funkcji;
- 3. Autorytet oparty na nieformalnych umowach, zaufaniu, kontraktach, które wychowawcy zawierają w codziennych interakcjach ze swoimi wychowankami;
- 4. Autorytet wypływający z władzy, którą posiada osoba sprawująca zwierzchnictwo nad innymi ludźmi;
- 5. Autorytet emocjonalny, wynikający z uczuć szacunku, miłości bądź też obawy czy lęku wobec wychowawcy.

Autorytet może oddziaływać wyzwalająco bądź ujarzmiająco. Autorytet wyzwalający inspiruje i konstruktywnie wpływa na postępowanie osób, mobilizując je do inicjatywy i podejmowania samodzielnych działań, stymulując ich zapał, wyobraźnię i intelekt, czy pomagając im w osiąganiu cywilnej odwagi i krytycznej wiedzy. Współpraca z tak rozumianym autorytetem nie wynika z obowiązku czy z powinności, lecz jest całkowicie dobrowolna. Autorytet ujarzmiający pochodzi nie tyle z osobistych zalet czy zasług, ile z wygórowanych ambicji i żądzy władzy jego „dysponenta” dążącego do podporządkowania sobie wychowanków poprzez stosowanie aparatu przymusu i ustanawianie arbitralnych zakazów bądź nakazów. W tym typie autorytetu ważną rolę odgrywa wrogość wobec indywidualizmu oraz wymuszanie uległości za pośrednictwem cenzury, rywalizacji selektywnej czy represji za nieposłuszeństwo. Autorytet ujarzmiający jest wykorzystywany w tzw. wychowaniu autorytarnym, w którym pozycję wychowawcy legitymizuje sam fakt posiadania władzy pedagogicznej i zdolność wymuszania posłuchu wśród wychowanków. W podejściu takim wychowawca jest rozumiany w pierwszym rzędzie jako reprezentant władzy rodzicielskiej, państwowej bądź wyznaniowej.

## Autorytet w psychologii
Jakkolwiek pojęcie autorytetu kojarzymy z osobą szanowaną i poważaną, to do oszacowania tego, czy ktoś jest godny zaufania i poważania wystarczą pewne insygnia, które przynależą autorytetom. Ludzi, którzy zachowują się i wyglądają w określony sposób, jesteśmy skłonni spostrzegać jako autorytety, innych nie.

### Symbole kojarzone z autorytetem
Symbole kojarzone z autorytetem wywołują uległość nawet wobec osoby, która nie jest rzeczywistym autorytetem. Należą do nich:
1. Ubiór. Autorytety w odpowiedni sposób wyglądają. Sędziowie sądowi mają swoje togi, podobnie jak rektorzy uniwersytetu. Papież posiada swój odpowiedni strój, podobnie policjanci, urzędnicy, dyrektorzy itp. Skłonność do spostrzegania danej osoby jako autorytetu podnosi ubranie danej osoby w:
- mundur
  - Eksperyment: Badacz podchodził od przypadkowych osób na ulicy i kazał im wykonywać różne czynności (np. „proszę podejść do tej pani przy aucie i rozmienić jej pieniądze, ponieważ nie ma na parkomat”). Gdy był ubrany w mundur, ulegało mu znacznie więcej osób, niż gdy był ubrany jak zwyczajny przechodzień.
- kitel laboratoryjny lub kitel szpitalny
- sutannę
- trzyczęściowy garnitur
  - Eksperyment: Badacz stawał w tłumie przechodniów na skrzyżowaniu, czekających na zielone światło. W pewnym momencie wchodził na jezdnię, mimo że świeciło się światło czerwone. Gdy był ubrany elegancko (trzyczęściowy garnitur, teczka, krawat) więcej osób szło w jego ślady niż gdy był ubrany „zwyczajnie”.

2. Wielkość ciała
3. Tytuły